# Břežany II
Břežany II (Brzezan, Brziezan, do roku 1960 Břežany, německy Breschan II) jsou obec v okrese Kolín ve Středočeském kraji. Leží přibližně šest kilometrů severozápadně od Českého Brodu. Žije zde 923 obyvatel. Katastrální území obce má rozlohu 912 hektarů. V roce 2023 zde bylo evidováno 293 adres.

## Historie
Nejstarší dochovaná písemná zmínka o obci je datována z 10. listopadu 1305. Druhá zmínka o vsi se nachází v účetní knize arcibiskupského pokladníka Záviše z roku 1382. V té době se Břežany dělily pod dvě vrchnosti. Větší část náležela pražskému arcibiskupství, menší bývala majetkem krále. Rokem 1588 došlo ke sjednocení obou částí pod jednu vrchnost – rodinu Smiřických ze Smiřic.
Ve vsi Břežany (876 obyvatel) byly v roce 1932 evidovány tyto živnosti a obchody: 3 hostince, 2 koláři, 2 konfekce, kovář, krejčí, 3 obuvníci, 13 rolníků, pekař, 3 řezníci, sedlář, 5 obchodů se smíšeným zbožím, trafika, 2 truhláři.

## Obyvatelstvo
| Rok            | 1869 | 1880 | 1890 | 1900 | 1910 | 1921 | 1930 | 1950 | 1961 | 1970 | 1980 | 1991 | 2001 | 2011 | 2021 |
| -------------- | ---- | ---- | ---- | ---- | ---- | ---- | ---- | ---- | ---- | ---- | ---- | ---- | ---- | ---- | ---- |
| Počet obyvatel | 571  | 678  | 701  | 744  | 703  | 664  | 871  | 695  | 652  | 603  | 587  | 483  | 502  | 653  | 932  |
| Počet domů     | 66   | 70   | 71   | 80   | 85   | 87   | 156  | 165  | 166  | 167  | 155  | 174  | 195  | 206  | 265  |

## Obecní správa

### Územněsprávní začlenění
Dějiny územněsprávního začleňování zahrnují období od roku 1850 do současnosti. V chronologickém přehledu je uvedena územně administrativní příslušnost obce v roce, kdy ke změně došlo:
- 1850 země česká, kraj Pardubice, politický okres Černý Kostelec, soudní okres Český Brod[10]
- 1855 země česká, kraj Praha, soudní okres Český Brod
- 1868 země česká, politický i soudní okres Český Brod
- 1939 země česká, Oberlandrat Kolín, politický i soudní okres Český Brod[11]
- 1942 země česká, Oberlandrat Praha, politický i soudní okres Český Brod[12]
- 1945 země česká, správní i soudní okres Český Brod[13]
- 1949 Pražský kraj, okres Český Brod[14]
- 1960 Středočeský kraj, okres Kolín
- 2003 Středočeský kraj, obec s rozšířenou působností Český Brod

### Obecní symboly
Znak a vlajka byly obci uděleny rozhodnutím předsedy Poslanecké sněmovny Parlamentu České republiky dne 9. října 2007.

## Doprava

### Dopravní síť
Na území obce se nacházejí pouze silnice III. třídy. Konkrétně se jedná o III/24512 (Tuklaty–Černíky) a odsud poté vychází silnice III/24513 do Rostoklat. Žádné silnice vyšších tříd se zde nenacházejí. Ve vzdálenosti 1,5 kilometru je silnice II/245 (Brandýs nad Labem – Čelákovice – Český Brod). Přibližně 2,5 kilometru od obce prochází silnice I/12 (Praha–Kolín).
Přímo na území obce se nenachází žádná železniční trať. Nejbližší železniční zastávkou jsou Rostoklaty, a to přibližně ve vzdálenosti 1,5 kilometru od obce, která leží na trati Praha – Česká Třebová.

### Autobusová doprava
Na území obce se nacházejí celkem tři autobusové zastávky – Břežany II ve středu obce, na okrajích pak Břežany II, na Malé Straně a Břežany II, U sokolovny. Obec je integrována do systému Pražské integrované dopravy (tarifní pásmo 2). V obci zastavují spoje linky PID 826 (Pečky – Tatce – Český Brod – Břežany II – Tuklaty, Tlustovousy). Všechny spoje projíždějící obcí jsou provozovány pouze ve špičkách pracovní dny.

## Pamětihodnosti
- Brána usedlosti čp. 3

## Osobnosti
Z obce Břežany II pochází několik významných osobností:
- PhDr. Jaroslav Boháč (1887–1968), botanik, cestovatel, legionář a středoškolský profesor
- Jan Borecký (1828–1911), český krajan, vlastenec a českoamerický novinář
- Václav Červený (1819–1896), vynálezce a výrobce žesťových nástrojů, zakladatel továrny "V. F. Červený"[zdroj?]
- PhDr. Bedřich Mendl (1892–1940), český historik, profesor Karlovy univerzity, ředitel Státního historického ústavu

## Další fotografie

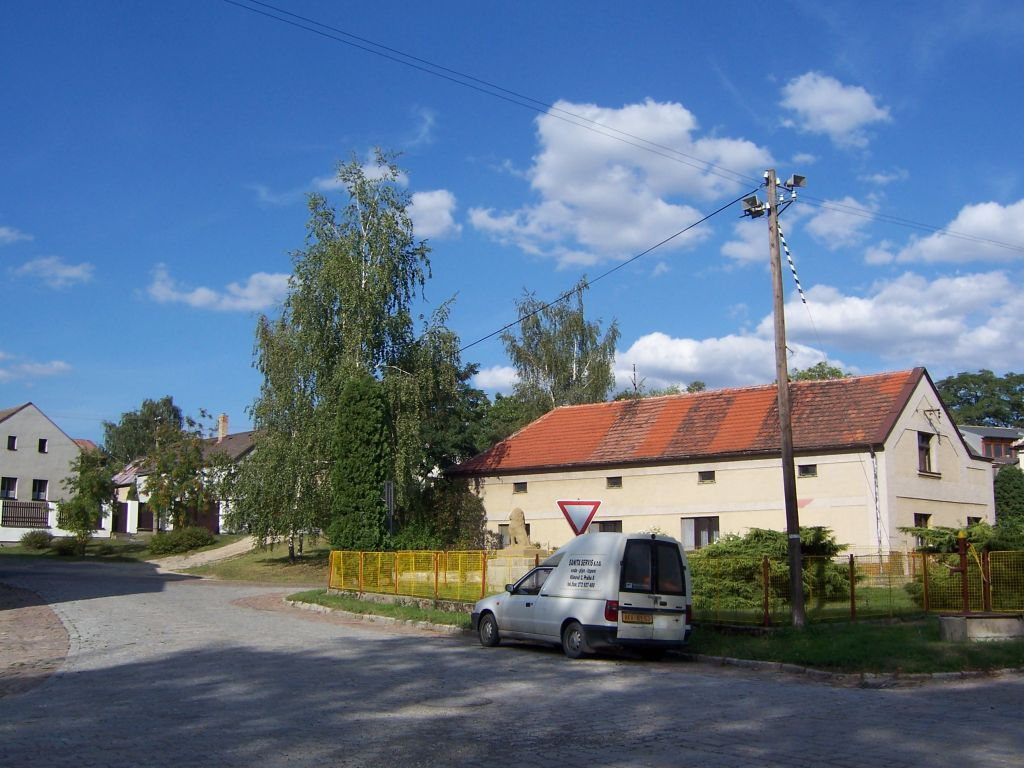
náves
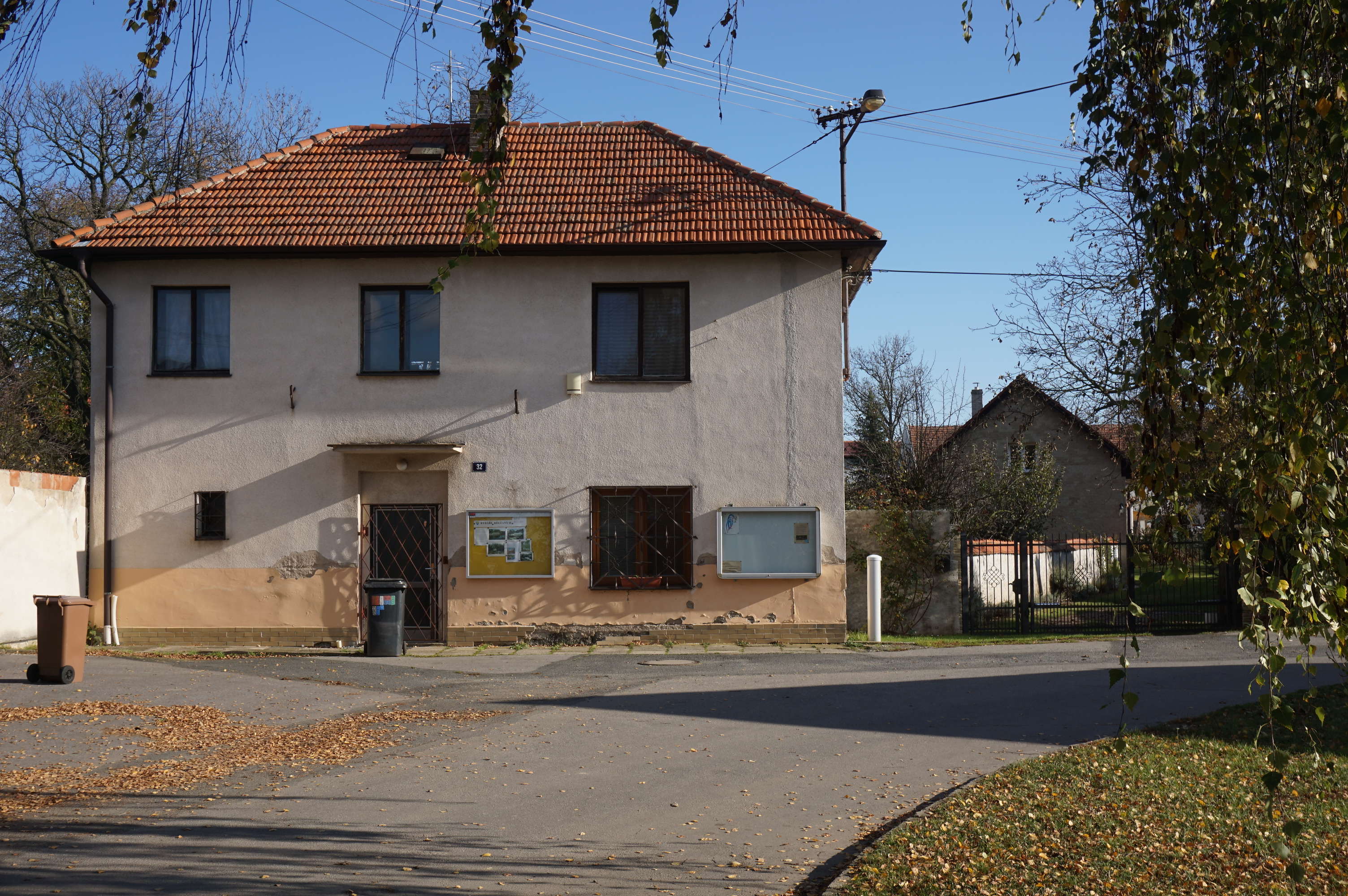
dům čp. 32
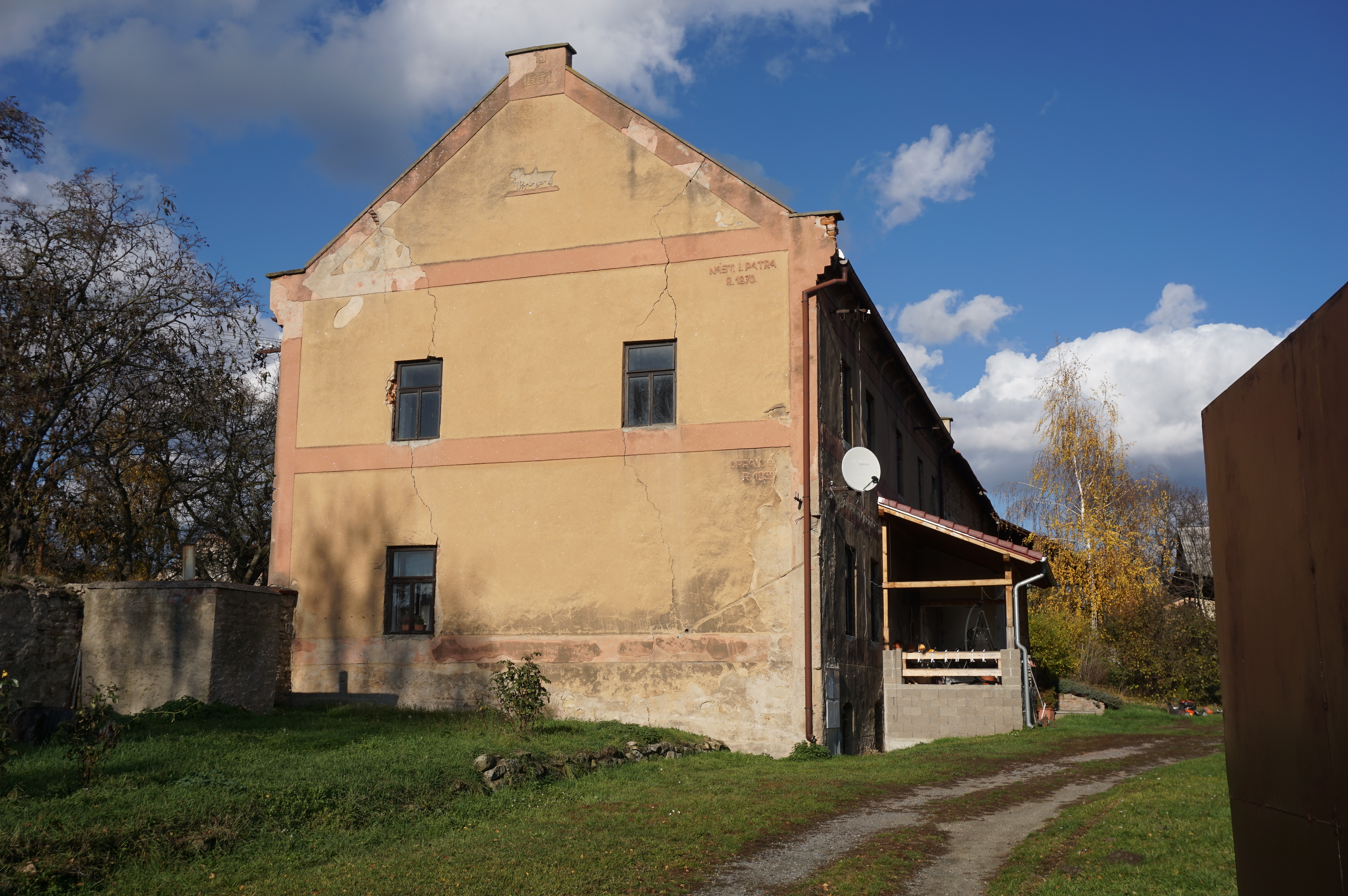
statek proti kapličce
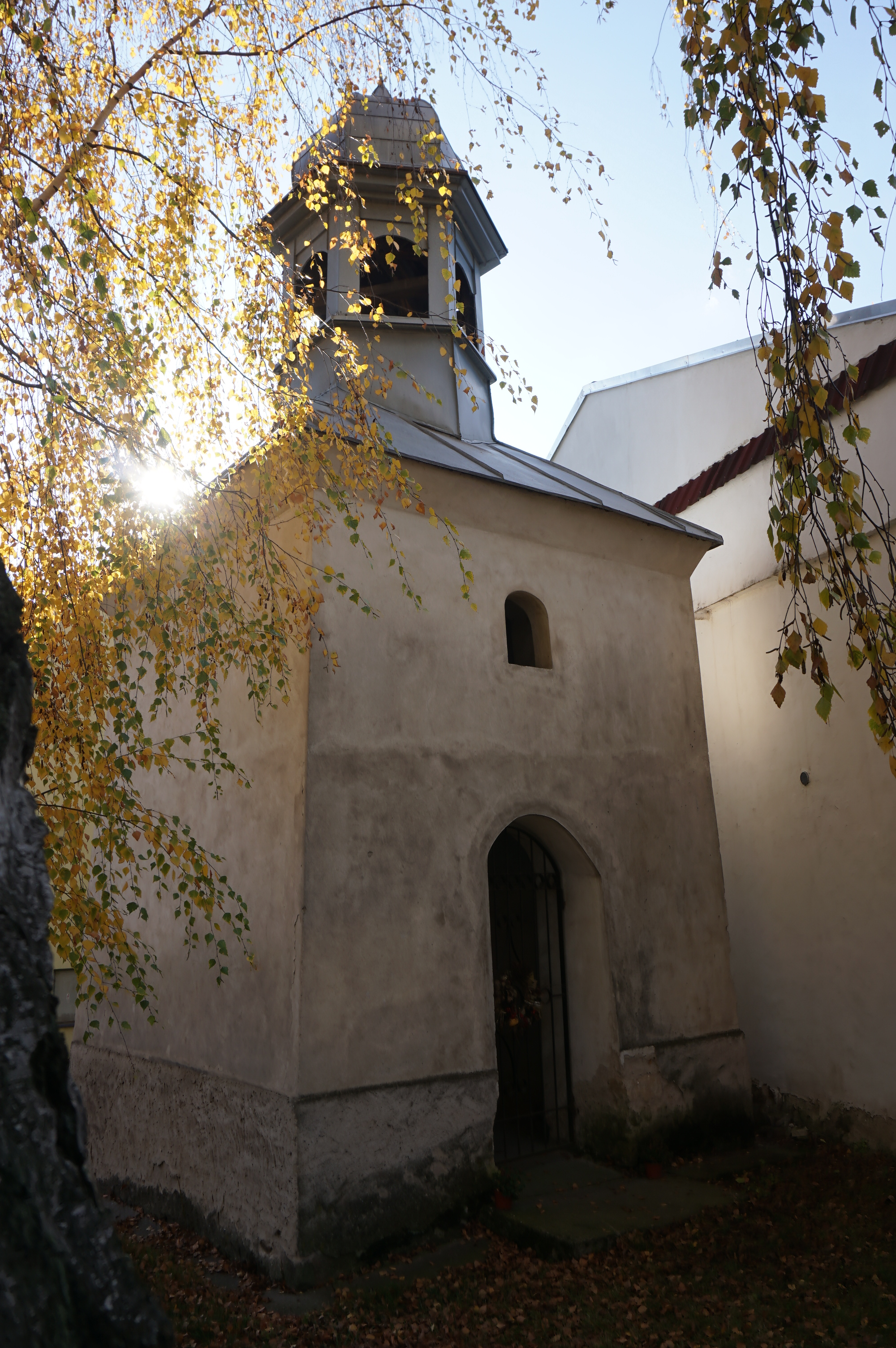
kaplička
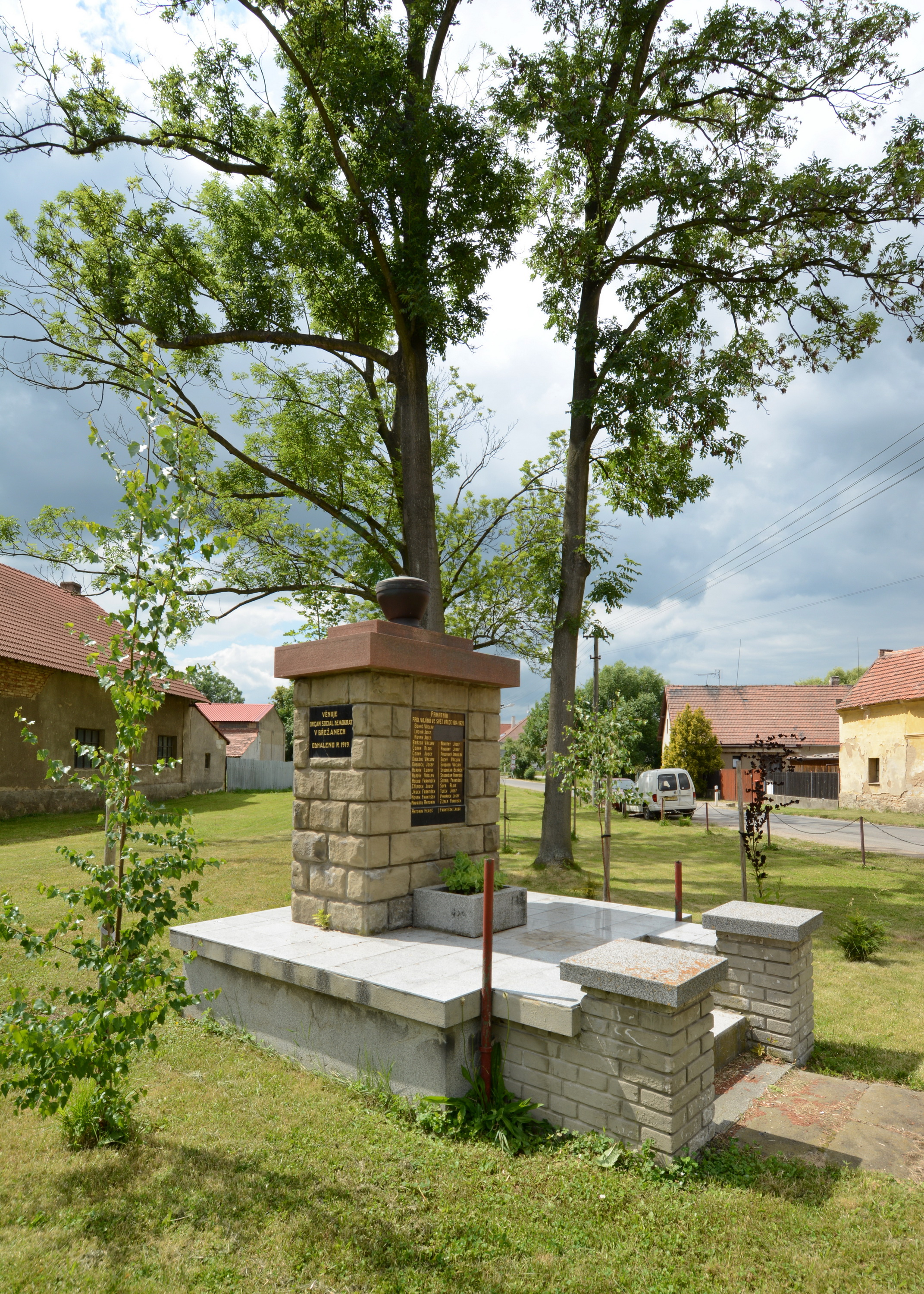
pomník padlým
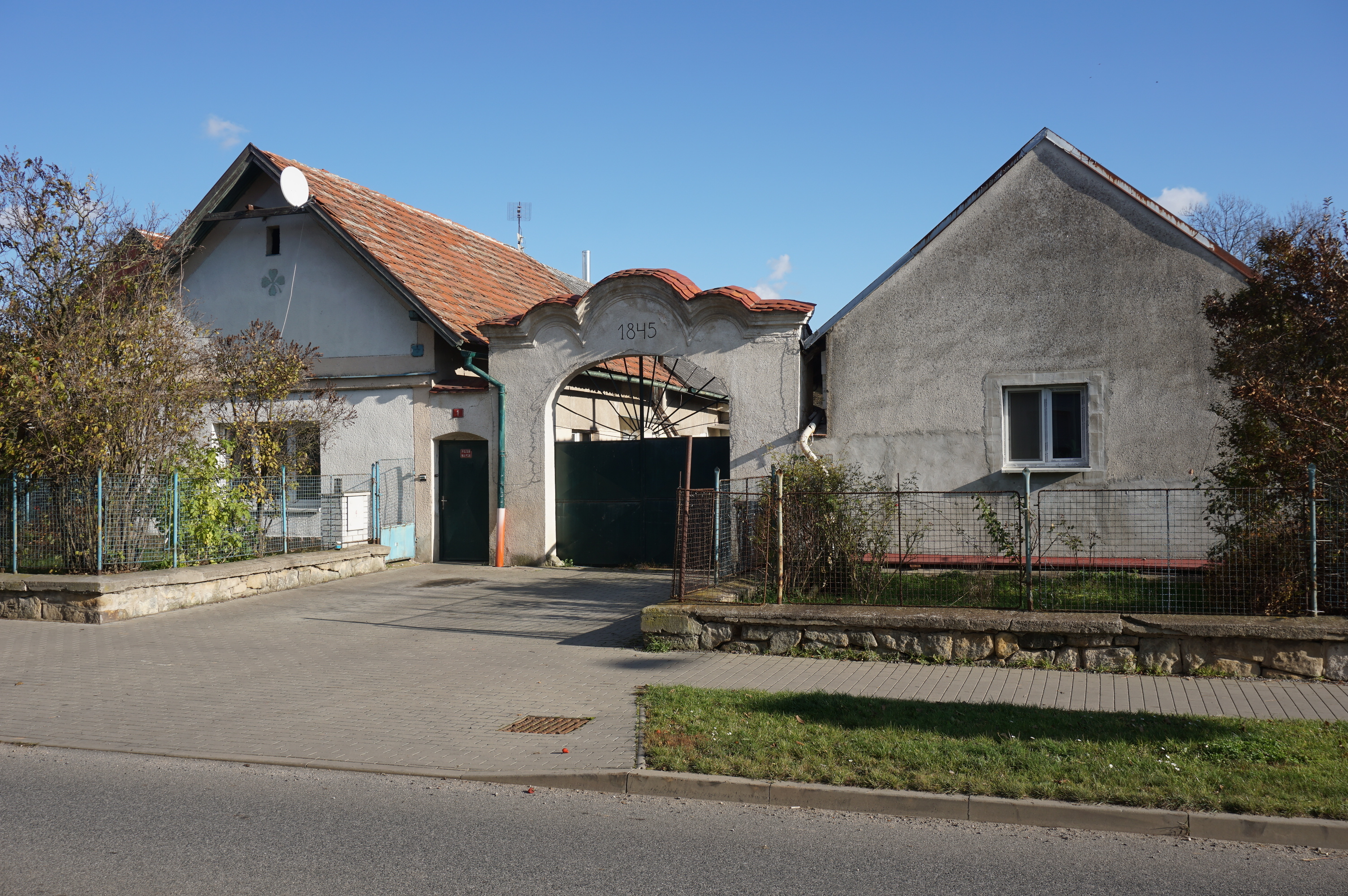
lidová architektura čp. 1 a 38
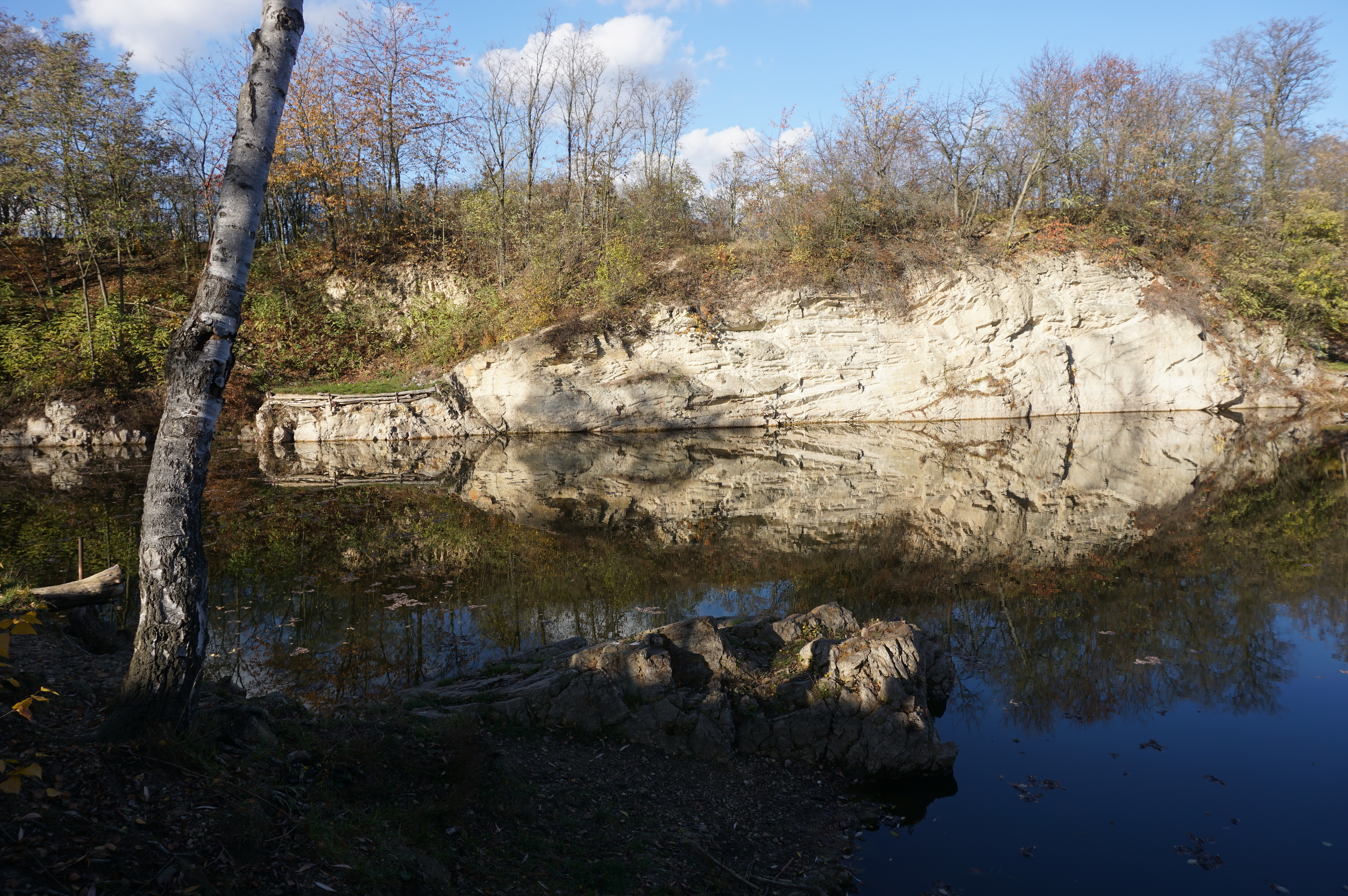
jezírko v lomu Chrástnice